# Израильско-малавийские отношения
Израильско-малавийские отношения — дипломатические, политические исторические и настоящие отношения между Израилем и Малави.
По состоянию на сентябрь 2020 года Израиль представлен в Малави нерезидентным послом, который работает из Найроби, Кения.
Малави открыло своё посольство в Тель-Авиве в апреле 2024 года.

## История

### Отношения в эпоху Банды
Ещё до провозглашения независимости Малави в июле 1964 года, Израиль помог колонии Ньясаленд открыть школу медсестёр. После провозглашения независимости и отъезда почти всех европейских врачей, Израиль направил в эту страну своих медицинских специалистов.
Малави установила отношения с Израилем в 1964 году. Многие африканские страны заморозили дип. отношения с Израилем в пользу дружбы с арабскими странами, которые поставляли им нефть и предоставляли финансовую помощь. Международная политика Малави при правительстве Хастингса Банды была одной из трёх африканских стран, расположенных южнее Сахары (другие страны — Лесото и Свазиленд), которые продолжали поддерживать полные дипломатические отношения с Израилем после Войны Судного дня в 1973 году. Израиль оказывал помощь Малави некоторыми социальными программами и программами экономического развития.

### Современные отношения
В июне 2020 года президентом страны был избран Лазарус Чаквера. Через три месяца после инаугурации он заявил о намерении своей страны открыть дипломатическое представительство в Иерусалиме. Ещё до своего избрания на пост главы государства, Чаквера посещал Израиль в 2019 году и является сторонником еврейского государства.
В ноябре 2020 года Израиль с официальным визитом посетил Эйзенхауэр Мкака, глава МИД Малави. Он заявил, что его страна намеревается открыть посольство в Иерусалиме до конца 2021 года. Израиль по результатам двусторонних переговоров предоставит африканской стране помощь в сфере безопасности и сельского хозяйства.
В сентябре 2023 года в рамках Генеральной ассамблеи ООН глава израильского правительства Биньямин Нетаниягу провёл переговоры с президентом Малави Лазарусом Чакверой. Нетаниягу подчеркнул, что намерен укреплять связи со странами Африки и расширять сотрудничество в сферах инноваций, сельского хозяйства, продовольственной безопасности и водных ресурсов.
18 апреля 2024 года Малави открыла своё посольство в Тель-Авиве. На церемонии открытия присутствовали глава израильского МИД Исраэль Кац, министр иностранных дел Малави Нэнси Тембо, министр труда Малави Агнес Ниалонье и министр информации Малави Мозес Кункуйю. Бывший депутат парламента Малави Дэвид Бисноваты стал первым послом Малави в Израиле. Бисноваты родился в Израиле в семье восточноевропейских евреев, переживших Холокост.

## Туризм и авиасообщение
В конце ноября 2023 года израильская авиакомпания «Arkia» впервые в истории открыла прямое авиасообщение между Тель-Авивом и Лилонгве. Основные пассажиры будущей линии — малавийские рабочие, которых привлекут к работам в сфере сельского хозяйства на юге и в других районах Израиля.

## Малавийцы в Израиле
После начала военной операции «Железные мечи» в Газе, Израиль отозвал разрешения на работу, выданные ранее палестинцам. Для того, чтобы заменить рабочую силу правительство Израиля приняло решение пригласить иностранных рабочих, в частности, из Малави. 26 ноября 2023 года израильская авиакомпания «Аркиа» впервые в истории совершила рейс по маршруту Тель-Авив — Лилонгве и доставила в Израиль 190 сельскохозяйственных рабочих из Малави. В середине декабря в Израиль прибыли ещё 200 малавийцев для работы на фермерских хозяйствах в районе окрестностей сектора Газы и в других районах страны.
В апреле 2024 года на церемонии открытия посольства Малави в Тель-Аиве главы МИД двух стран Исраэль Кац и Нэнси Тембо подписали договор об организованном ввозе в Израиль работников из Малави для работы в сельском хозяйстве.